# Almgården
Almgården är ett miljonprogramsområde i stadsområde Öster i Malmö. Området gränsar till Herrgården och ingår i Husie stadsdelsförvaltning. 
Området ligger mellan Inre ringvägen och Agnesfridsvägen, söder om Amiralsgatan. Som på många andra ställen i Öster finns här endast flerbostadsshus med hyreslägenheter. De är byggda 1969-1972, ritade av Thorsten Roos arkitektkontor och ägs idag av Heimstaden AB, tidigare Hugo Åbergs fastighetsförvaltning.

## Politik
Almgården är Sverigedemokraternas starkaste fäste i Malmö, trots lågt valdeltagande. I riksdagsvalet 2002 gick var tionde röst i Almgården till (SD), i valet 2006 nästan var femte (18,11%), och i valet 2010 nästan var tredje (30,02%).I Euvalet 2014 röstade 40,6% på SD.

## Arbete och inkomst
Arbetslösheten i Almgården är något högre än i Malmö som helhet. Inkomsten per invånare i Almgården var 2003 103 000 kronor mot 119 000 kronor för hela Malmö kommun. 

## Förskolor
Almgården har två förskolor, Fölets och Almgårdens. 

## Övrigt
Inom området finns Ögårdsparken som rymmer Västra Skrävlinge kyrka med kapell och kyrkogård samt Malmö moské.

## Externa länkar

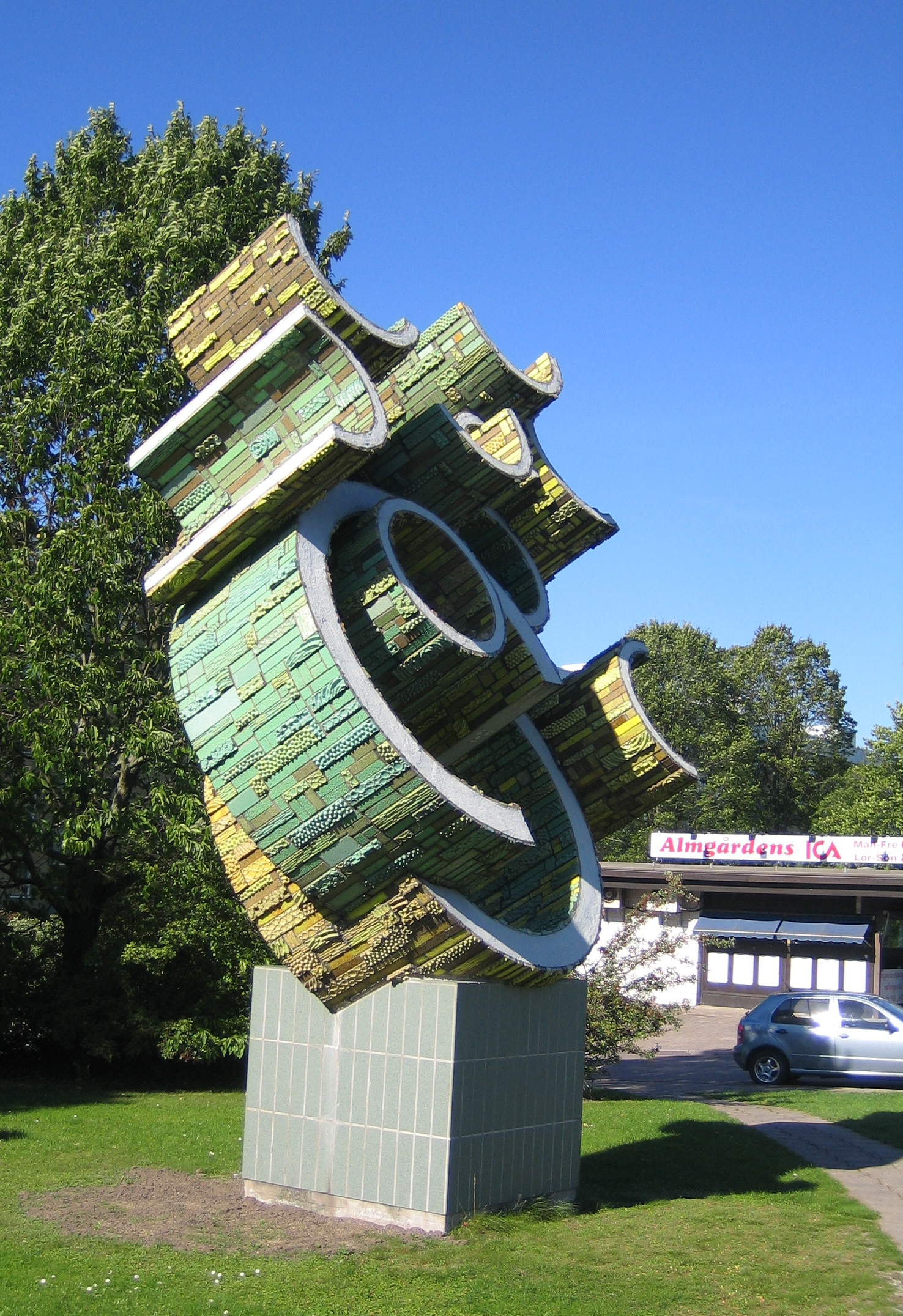
Skulpturen Rymdskott av Stig Carlsson.
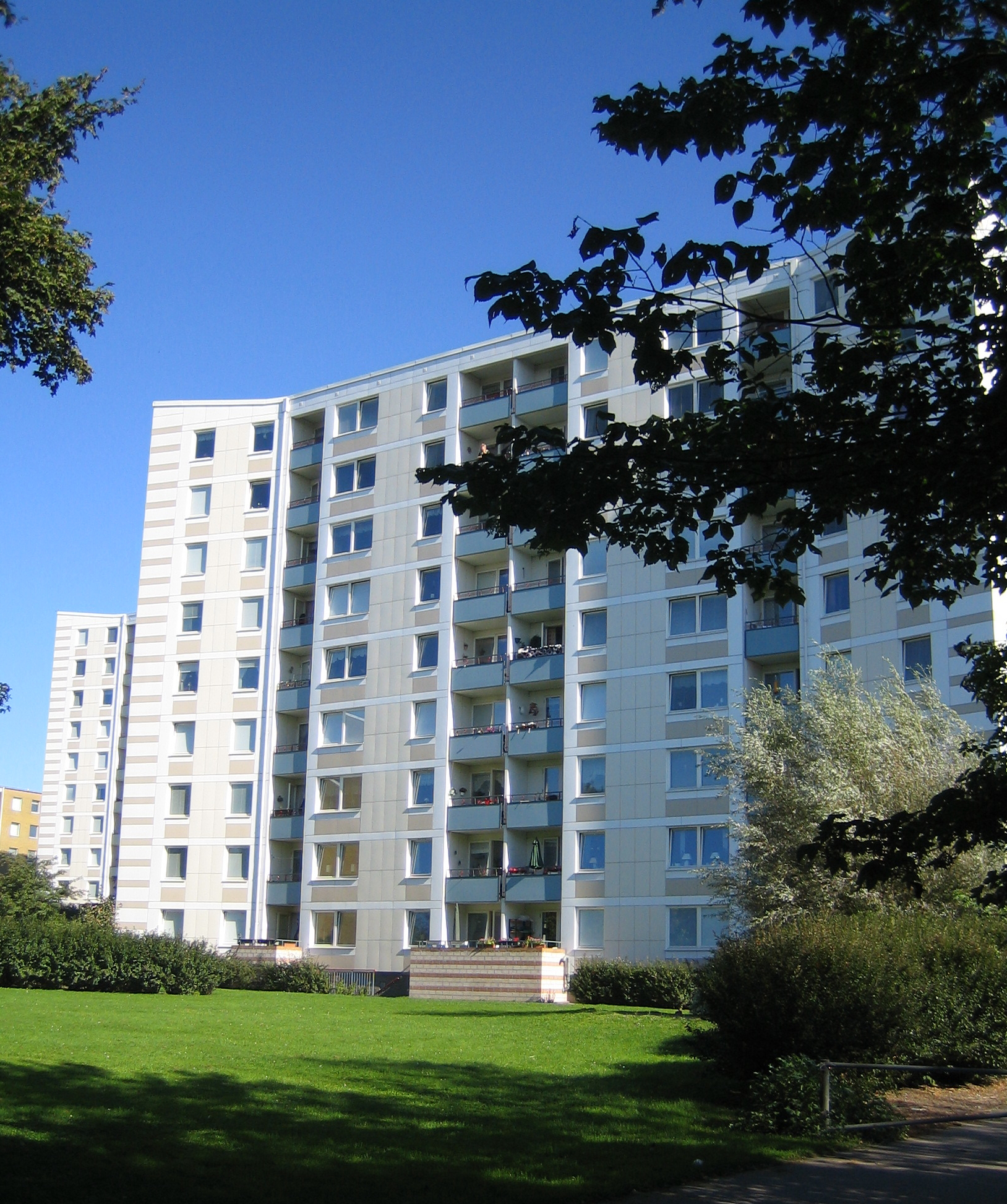
Almgården